# Гребля Ваді-Бані-Харус
Гребля Ваді-Бані-Харус (Wadi Bani Kharous) — інженерна споруда на півночі Оману.
У другій половині 20 століття зростання населення Оману та розширення поливного землеробства почало призводити до виснаження водоносних горизонтів, що на тлі пустельного клімату були головним джерелом прісної води в країні. Як наслідок, розробили програму їх поповнення шляхом спорудження численних гребель, які б утримували воду під час короткочасних дощів та забезпечували максимальне всотування води у алювіальні породи русла.
Двадцять четвертою однією з найбільших за розмірами водосховища греблею такого типу стала завершена в 2004 році споруда у Ваді-Бані-Харус (Ваді-Фар), за сім десятків кілометрів на захід від Маската. Долину ваді перекрили земляною спорудою довжиною понад 7 км, яка здатна утримувати 5 млн м3 води.